# Gondwanasuchus
Gondwanasuchus is een geslacht van uitgestorven baurusuchide Mesoeucrocodylia uit de Adamantina-formatie uit het Laat-Krijt van Brazilië. 
De typesoort Gondwanasuchus scabrosus is in 2013 benoemd door Marinho, Iori, Carvalho en Vasconcelos. De geslachtsnaam verwijst naar Gondwana. De soortaanduiding betekent 'schilferig' in het Latijn.
Het holotype is UFRJ DG 408-R, op de Fazenda Buriti-vindplaats gevonden in een laag die dateert uit het Laat-Campanien. Het bestaat uit een overdwars afgeplatte schedel, onderkaken en vijf halswervels. De tanden hebben diepe verticale troggen naar het spits lopen. De oogkassen zijn naar voren gericht en hadden vermoedelijk binoculair zicht. Gondwanasuchus is middelgrote baurusuchide. Gondwanasuchus is gezien als een bodembewoner, als jager op kleine gewervelden.